# Peter Reuss (Diplomat)
Peter Matthias Reuss (* 1964 in Freiburg im Breisgau) ist ein deutscher Diplomat. Er war von 2019 bis 2023 Botschafter bei der UNESCO und ist seitdem Referatsleiter für Grundsatzfragen Humanitärer Hilfe im Auswärtigen Amt.

## Leben
Peter Reuss studierte nach Abitur und Wehrdienst die Fächer Geschichte, Politik und Wirtschaft in Freiburg, Basel und Paris. Nach dem Abschluss als Magister Artium folgte ein Aufbaustudiengang über Interdisziplinäre Frankreichstudien an der Universität Freiburg. Dort wurde Reuss auch 1994 mit einer Arbeit über das Wirken von Wilhelm Hausenstein promoviert.

## Laufbahn
1994 trat Reuss in den Auswärtigen Dienst ein und absolvierte bis 1996 den Vorbereitungsdienst für den höheren Auswärtigen Dienst. Danach war er zunächst in der Europaabteilung des Auswärtigen Amtes tätig, war dann von 1998 bis 2001 an der Deutschen Botschaft in Ankara beschäftigt und wurde anschließend persönlicher Referent der Beauftragten der Bundesregierung für Menschenrechtspolitik und Humanitäre Hilfe im Auswärtigen Amt.
Die folgenden Stationen waren das Generalsekretariat der Europäischen Kommission in Brüssel (Nationaler Experte, 2004–2006), der Deutsche Bundestag (Außenpolitischer Referent, 2006–2010) und das Bundesministerium für Verkehr, Bau und Stadtentwicklung, wo er von 2010 bis 2013 als Referatsleiter tätig war.
2010 wurde Reuss als Gesandter und Leiter der Abteilung für Wirtschaft und Finanzen an die Deutsche Botschaft in Paris versetzt, kam 2017 als Referatsleiter China zurück in das Auswärtige Amt und war von September 2019 bis Juli 2023 Botschafter an der Ständigen Vertretung bei der UNESCO in Paris. Seit 2023 ist er Referatsleiter für Grundsatzfragen Humanitärer Hilfe im Auswärtigen Amt.